# Šemík

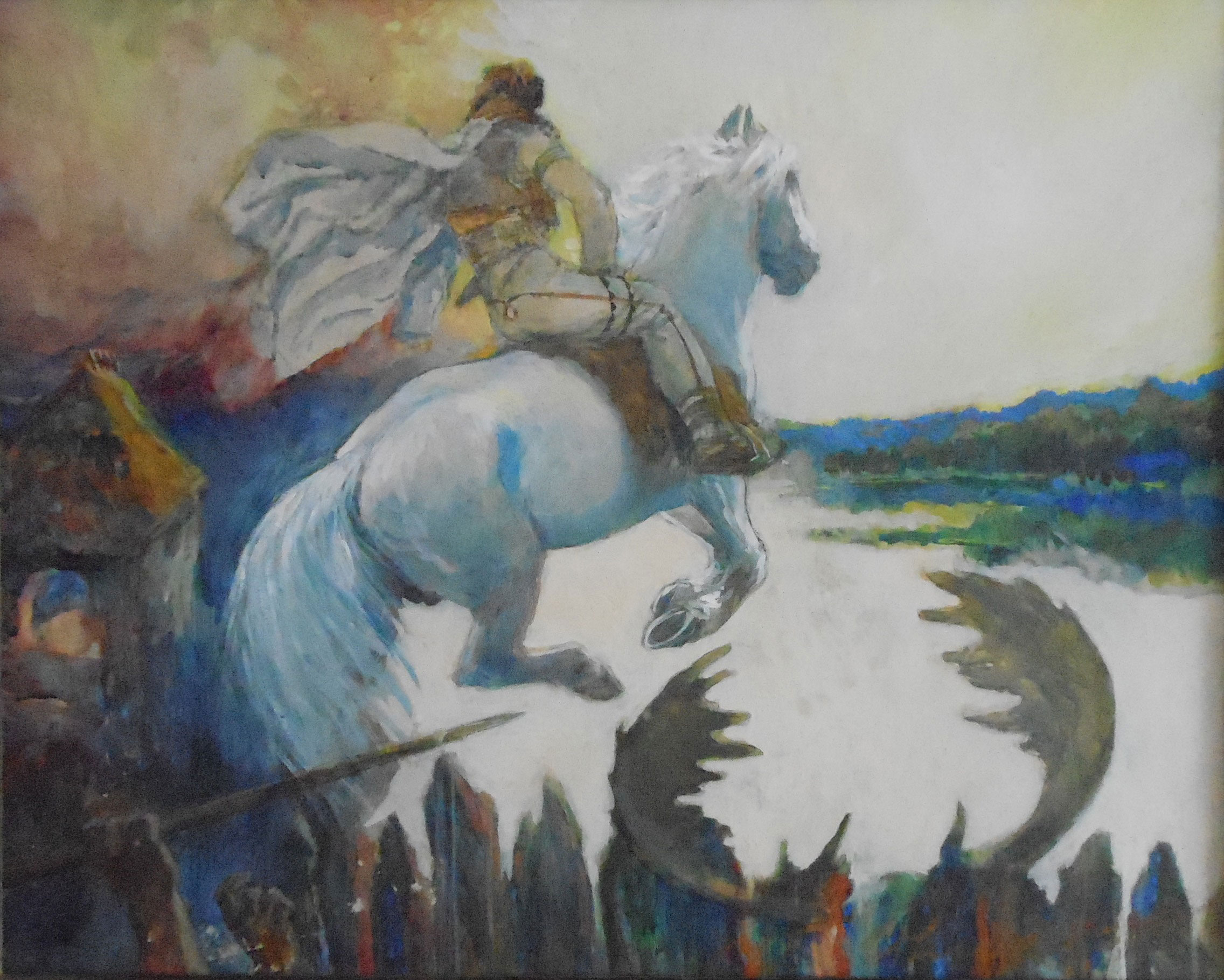
Horymír na Šemíkovi skáče ze skály na Vyšehradě

Šemík je bájný kůň z českých historických pověstí. Jeho pánem byl Horymír, vladyka neumětelský, kterého Šemík zachránil před jistou smrtí odvážným skokem ze skály u Vyšehradu. Poté Horymíra dovezl do Neumětel a podlehl zraněním, která si způsobil skokem. Podle pověsti byl Šemík pohřben v Neumětelích, kde dodnes stojí jeho hrobka – nad kamenem ve tvaru koňské hlavy.

## Hrobka

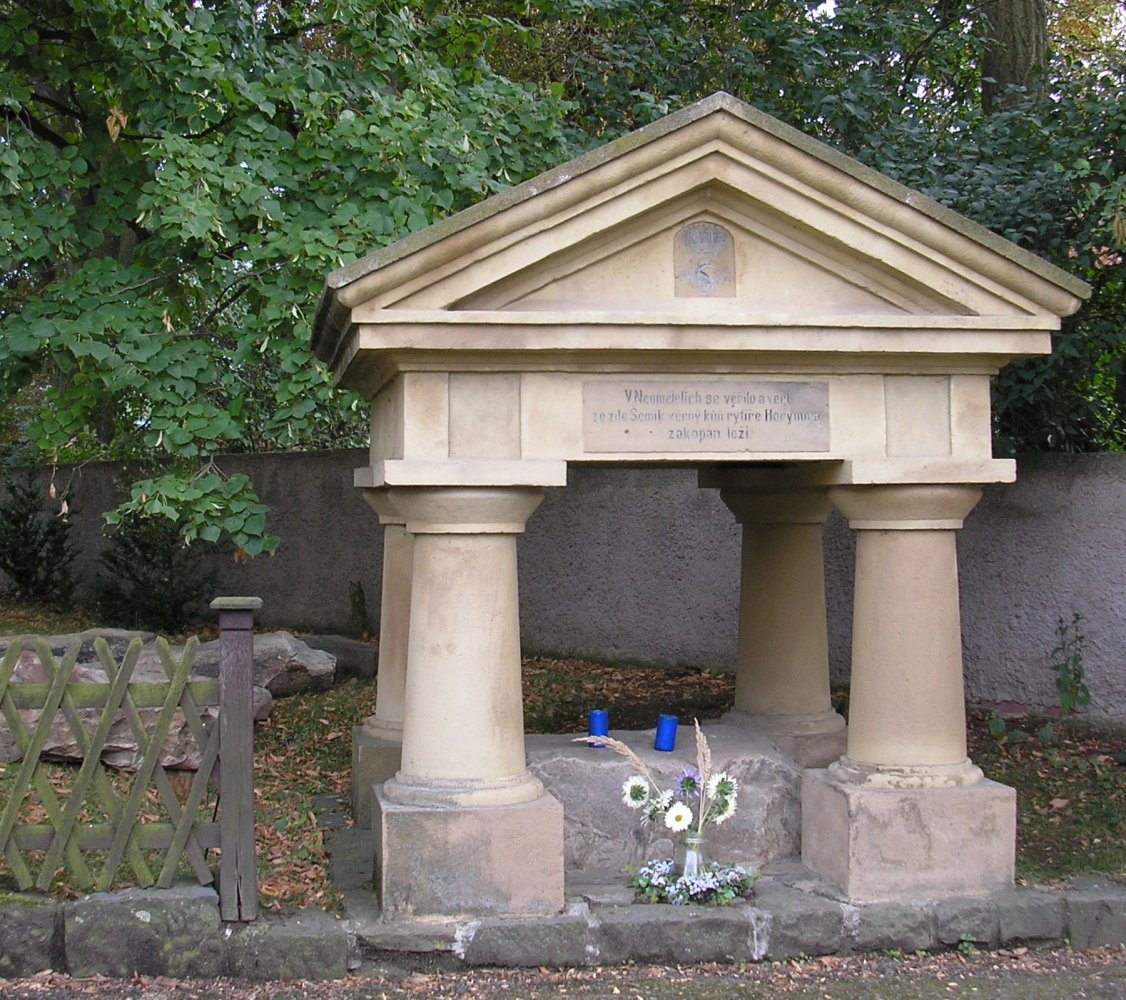
Šemíkova hrobka v Neumětelích

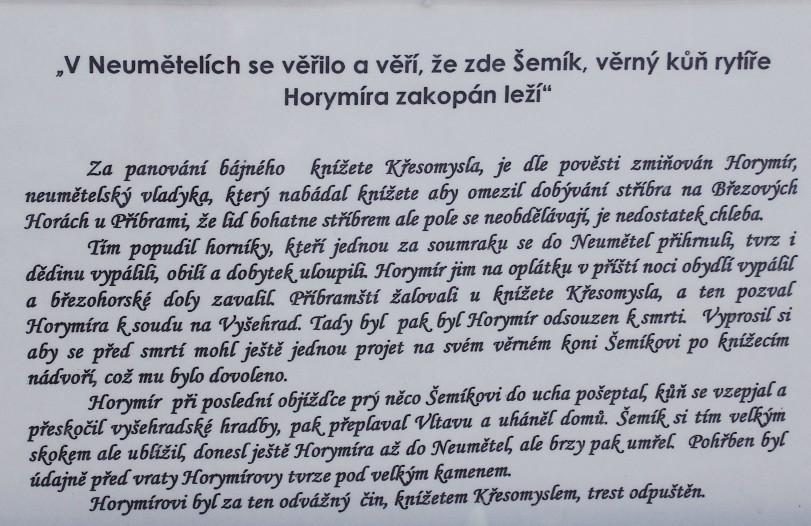
Popis na nástěnce vedle Šemíkova pomníku v Neumětelích

V roce 1813 se kámen ve tvaru koňské hlavy pokusili odvalit ruští vojáci, kteří pod ním hledali poklad.[zdroj?] Střetli se kvůli tomu se zbraní v ruce s místními, a tak se odvalení kamene zdařilo až ve 2. polovině 19. století správci panství Gaussauerovi; záminkou bylo rovněž hledání pokladu, nenašlo se však nic – ani koňské kosti.
Od roku 1887 je kámen chráněn antickým chrámkem, který zde nechal postavit Karel ze Schwarzenbergu. V průčelí chrámku je vytesán nápis: „V Neumětelích se věřilo a věří, že zde Šemík, věrný kůň rytíře Horymíra, zakopán leží.“

## Pověst

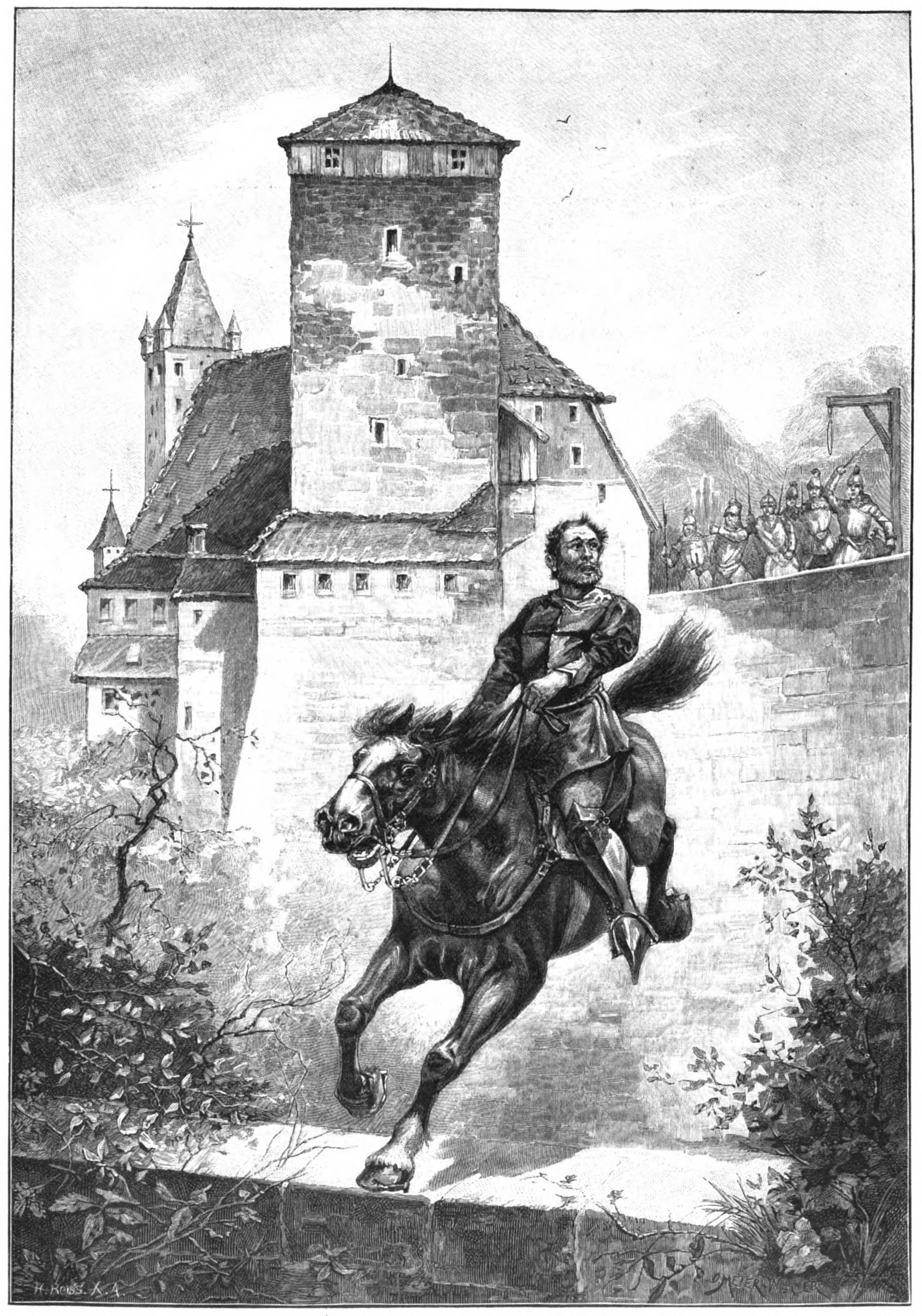
Eppelein von Gailingen na ilustraci z roku 1899

Postavy vladyky Horymíra, ani jeho koně Šemíka nejsou spolehlivě historicky doloženy. Podobný je reálný příběh zaznamenaný ve smolných knihách, v němž vystupuje ve 14. století reálný Eppelein von Gailingen. Česká pověst se objevuje poprvé v Hájkově kronice z roku 1541. Literárně ji pak zpracoval především Alois Jirásek v knize Staré pověsti české. Základem pověsti je boj mezi snahou o dolování zlata a stříbra a honbou za penězi, což vše zastává kníže Křesomysl, a prací na poli spojenou s produkcí potravin, již hájí vladyka Horymír. V pozadí pověsti zaznívá svár mezi tradičním a novým zřízením společnosti a také pnutí mezi místním obyvatelstvem českým a přistěhovaleckým německým.

## Původ jména
Šemík se odvozuje od slova šemný, což znamená ošemetný, nebo z německých slov Skemming a Schemig, v germánské mytologii označujících bájného koně hrdiny Witticha, syna kováře Wielanda. Je možné, že pověst o Horymírovi je ovlivněna germánskými ságami o Wittichovi a Dietrichovi z Bernu, případně příběhem o Tristanovi a Isoldě.